# Palazzo Caracciolo di San Vito
Il Palazzo Caracciolo di San Vito è un edificio d'interesse storico-artistico di Napoli, ubicato in via Pietro Trinchera.
Il palazzo ha - secondo il Celano - origini trecentesche, ma venne completamente ricostruito nella seconda metà del XVI secolo. Nel 1656 vi morì durante la famosa peste il proprietario, primo duca di San Vito, Lucio Caracciolo (1585-1656). Nel 1685 morì il suo primogenito Lelio (1625-1685) e con ogni probabilità negli anni successivi venne ceduto alla famiglia nobile dei Crispano, dalla quale il cardinale Antonino Sersale lo acquistò nel 1762 per l'enorme cifra di 24.000 ducati al fine di collocarvici un convitto per i chierici diocesani e per i sacerdoti di prima nomina. Dopo oltre due secoli e mezzo appartiene ancora alla Diocesi di Napoli, ospitando l'Istituto Regina Paradisi e la sede napoletana della Caritas.
La facciata, che presenta lo stemma personale del sopracitato arcivescovo Sersale e i vani delle finestre completamente murati (quasi certamente in seguito al suo cambiamento in edificio "eclessiastico" avvenuto, appunto, nel '700), è in stato di degrado.
Viceversa, il grande cortile rettangolare è in eccellenti condizioni conservative e si caratterizza al primo sguardo per il contrasto cromatico tra il grigio delle arcate e delle cornici in piperno e il bianco dell'intonaco. Accanto alla scala aperta ad unica arcata ribassata si scorgono tre archetti appartenenti a un'antica loggia murata, sulla quale vi è un terrazzo che ha come parapetto un cornicione che gira attorno all'intero cortile, passando sopra anche al grande arco interno dell'androne. A dare ulteriore solennità al grande spazio del cortile ci pensa il terzo ordine di finestre che gira su tre lati del cortile, escluso quello della loggia, e che è scandito da lesene e concluso in alto dal cornicione definitivo.
A un'epoca più recente risalgono certamente le vetrate delle arcate della scala aperta e dell'androne.